# 突尼斯市的阿拉伯老城
突尼斯市的阿拉伯老城是突尼斯首都突尼斯市的阿拉伯老城。阿拉伯老城面积270公顷，人口超过10万，占全市人口的十分之一，城区面积的六分之一。自1979年被列为世界遗产。
阿拉伯老城包括700处古迹，包括穆瓦希德王朝和哈夫斯王朝时期的宫殿、清真寺、陵墓、伊斯兰学校和喷泉。

## 历史
突尼斯城的麦地那始建于698年，位于翟图纳Zitouna清真寺的原始核心周围，并在整个中世纪持续发展。主轴线在清真寺和政府中心之间，在古堡kasbah西边。 在同一条主要道路向东延伸到海门（Bab el Bhar）。 北部和南部的扩张将主要的麦地那分为北部（Bab Souika）和南部（Bab El Jazira）两个郊区。12世纪的阿姆哈德哈里发almohad caliphate之前，其他城市如马赫迪耶和凯鲁万都曾是首都。 在阿姆哈德（Almohad）统治下，突尼斯成为伊夫里奇亚（Ifriqiya）的首都，在哈夫西德（Hafsid）时期，它发展成为宗教，知识和经济中心。 正是在哈夫西德时期，我们现在所知的麦地那开始形成了现在的格局。它逐渐获得了许多建筑和古迹，这些古迹结合了伊夫里奇亚（Ifriqiya），安达卢西亚和东方的风格，还借用了罗马和拜占庭古迹的一些圆柱和柱头。

## 著名建築物

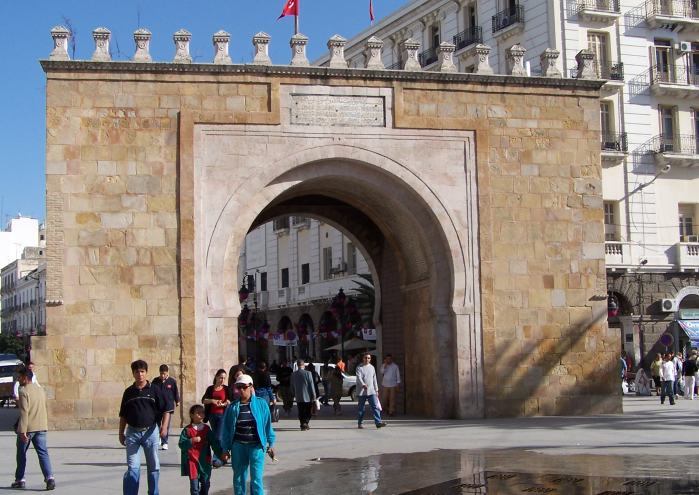
法兰西门
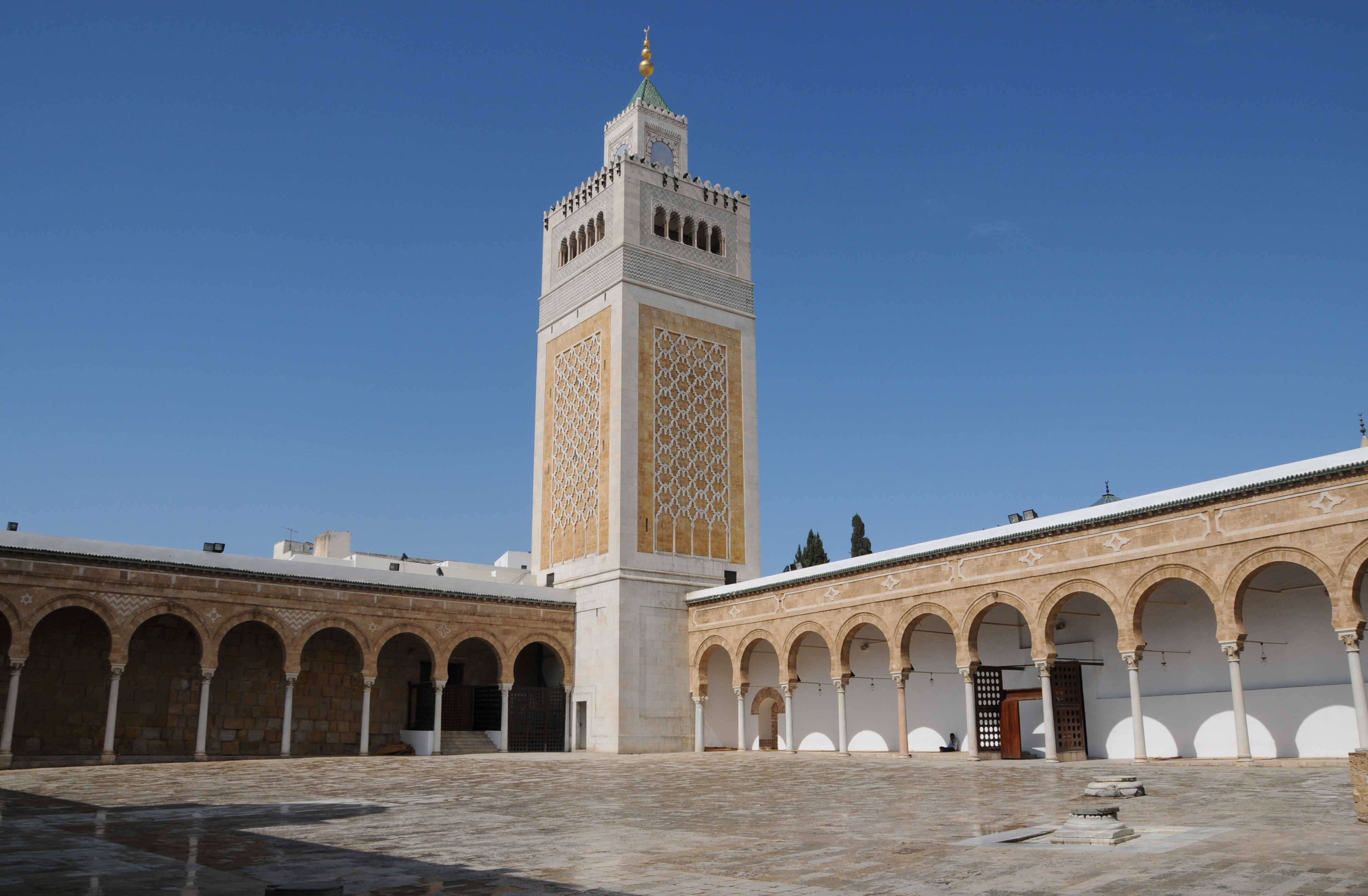
宰图纳大清真寺
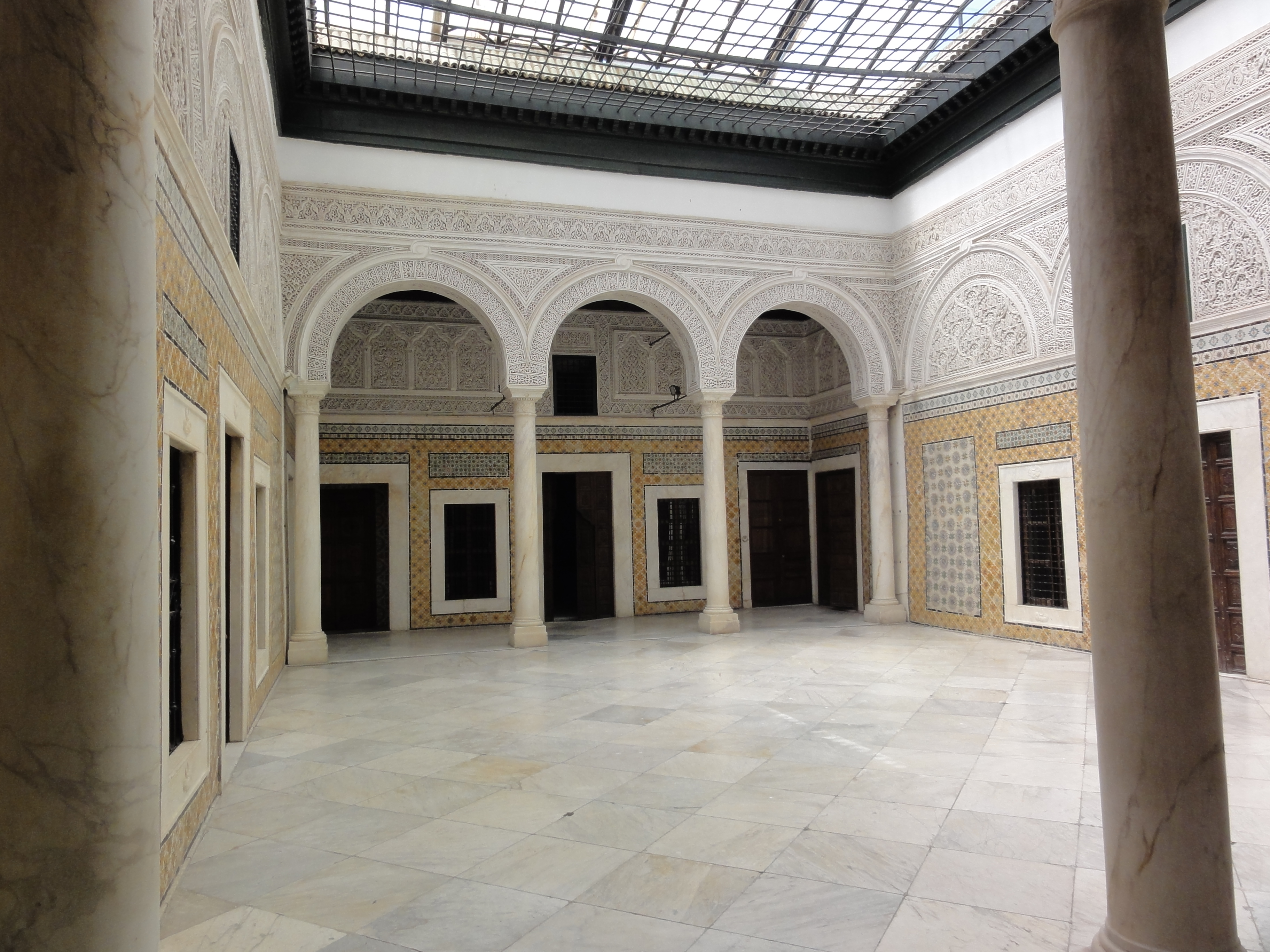
突尼斯宮殿